# Base de dades MINIST

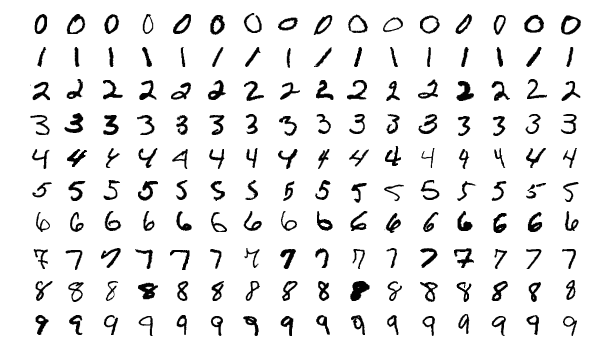
Fig.1 Mostra d'imatges de la base de dades MINIST

La base de dades MINIST (acrònim anglès d'institut nacional d'estàndards i tecnologia) és una gran base de dades de dígits escrits a mà i que són emprats per a l'entrenament de sistemes de processament d'imatges. Aquesta base de dades també s'utilitza per al desenvolupament en el camp d'aprenentatge automàtic i està formada per 60.000 imatges d'entrenament i 10.000 imatges de prova. L'objectiu de la base de dades MINIST és aconseguir una taxa d'error de reconeixement el més baixa possible mitjançant tècniques de xarxes neuronals convolucionals.

## Prestacions
Taula que mostra l'error resultant en funció del tipus de processament d'aprenentatge automàtic :
| Tipus d'aprenentatge         | Taxa d'error (%) |
| ---------------------------- | ---------------- |
| Classificador Lineal         | 7.6              |
| K-Nearest Neighbors          | 0.52             |
| Boosted Stumps               | 0.87             |
| Classificador No Lineal      | 3.3              |
| Màquina vectorial            | 0.56             |
| Xarxa neuronal               | 1.6              |
| Xarxa neuronal               | 0.7              |
| Xarxa neuronal profunda      | 0.35             |
| Xarxa neuronal convolucional | 0.31             |
| Xarxa neuronal convolucional | 0.27             |
| Xarxa neuronal convolucional | 0.23             |
| Xarxa neuronal convolucional | 0.21             |